# Armando Husillos
Armando Mario Husillos (Morón, 5 februari 1959) is een Argentijnse voetballer en voetbalcoach. 
Husillos begon zijn carrière bij Boca Juniors. Later verhuisde hij naar Loma Negra, San Lorenzo en Club Estudiantes de La Plata in Argentinië; en Cádiz CF, Real Murcia, CD Tenerife, Málaga CF en Cartagena FC in Spanje.
Hij was voetbalcoach van Club Almagro en Real Murcia.